# 6th Division (Singapur)
Die 6th Division ist eine Division der Singapore Army.

## Gliederung
Die Division gliedert sich in folgende Verbände:
- 2nd Singapore Infantry Brigade
- 9th Singapore Infantry Brigade
- 54th Singapore Armoured Brigade
- 6th Division Artillery
- 6th Division Support Command
- 6th Signal Battalion